# Dimitris Lyacos
Dimitris Lyacos (em grego: Δημήτρης Λυάκος; Atenas, Grécia, 19 de outubro de 1966) é um dramaturgo e poeta grego contemporâneo. É o autor da trilogia Poena Damni. Reconhecida por seu estilo que desafia gêneros e pela combinação vanguardista de temas procedentes da tradição literária com elementos do ritual, religião, filosofia e antropologia, a obra de Lyacos reexamina as grandes narrativas no contexto de alguns dos princípios fundamentais do cânone ocidental. Apesar de sua extensão – no total a trilogia conta não mais do que duzentas páginas - Poena Damni foi escrito ao longo de um período de trinta anos, e durante este período cada livro foi revisado e publicado em diferentes edições e organizado em torno de um conjunto de conceitos incluindo o bode expiatório, a busca, o retorno dos mortos, a redenção, o sofrimento físico e a doença mental. Os personagens de Lyacos estão sempre a uma distância da sociedade como tal, sendo fugitivos, como o narrador de Z213: Exit, pária em um cenário distópico, como os personagens em Com as Pessoas da Ponte (ΜΕ ΤΟΥΣ ΑΝΘΡΩΠΟΥΣ ΑΠΟ ΤΗ ΓΕΦΥΡΑ, With the People from the Bridge), ou náufragos, como o protagonista de A Primeira Morte (Ο ΠΡΩΤΟΣ ΘΑΝΑΤΟΣ, The First Death) cuja luta pela sobrevivência se desenrola em uma ilha deserta. A trilogia Poena Damni tem sido interpretada como uma "alegoria da infelicidade", juntamente com obras de autores como Gabriel García Márquez e Thomas Pynchon, enquanto é considerada, ao mesmo tempo, como um dos principais expoentes do sublime pós-moderno e uma das mais importantes obras distópicas do século XXI.A edição portuguesa da trilogia, traduzida por José Luis Costa, saiu pela Relicario edições em 2023: 
Dimitris Lyacos é considerado internacionalmente como o autor grego contemporâneo mais conhecido e o candidato mais provável do país ao Prêmio Nobel de Literatura.

## Vida
Lyacos nasceu e cresceu em Atenas onde estudou Direito. De 1988 a 1991 morou em Veneza. Em 1992 mudou-se para Londres onde estudou filosofia na University College London com os filósofos analíticos Ted Honderich e Tim Crane especializando-se em Epistemologia e Metafísica, Filosofia da Grécia Antiga e Wittgenstein. Em 2005 mudou-se para Berlim. Atualmente, reside entre Berlim e Atenas.

## Carreira
Em 1992, Lyacos começou a escrever uma trilogia sob o título coletivo de Poena Damni, referindo-se ao julgamento mais difícil que sofrem as almas condenadas ao Inferno, ou seja, a perda da visão de Deus. A trilogia foi desenvolvida progressivamente ao longo de trinta anos. A terceira parte (A Primeira Morte) apareceu primeiro em grego (Ο πρώτος θάνατος) e foi logo depois traduzida para o inglês, espanhol e alemão. A segunda parte sob o título "Nyctivoe" foi originalmente publicada em 2001 em grego e alemão e em 2005 em inglês. Esta obra foi substituída em 2014 por uma nova versão sob o título Com as Pessoas da Ponte (ΜΕ ΤΟΥΣ ΑΝΘΡΩΠΟΥΣ ΑΠΟ ΤΗ ΓΕΦΥΡΑ, With the People from the Bridge).
Vários artistas converteram a obra de Lyacos em diferentes meios artísticos. A artista austríaca Sylvie Proidl apresentou em 2002 em Viena uma série de pinturas. Em 2004, uma instalação de som e escultura criada pelo escultor Fritz Unegg e o produtor da BBC Piers Burton-Page fez uma turnê europeia. Em 2005, o artista visual austríaco Gudrun Bielz apresentou uma obra de videoarte inspirada pelo Nyctivoe. De 2006 a 2009 a companhia de dança Myia realizou na Grécia uma versão de Nyctivoe com dança contemporânea. Em 2013 foi apresentada pelos compositores gregos Aloupi Maria e Andreas Diktyopoulos uma versão musical e teatral de Z213: Exit, interpretada pelo Das Neue Ensemble e pelo ator grego Dimitris Lignadis.
Dimitris Lyacos foi Poeta Convidado Internacional junto a Les Murray no Festival Internacional de Poesia de 1998 em Aberystwyth, País de Gales. A partir de então, tem conduzido leituras e palestras sobre seu trabalho em várias universidades em todo o mundo, incluindo Oxford, Trieste, Hong Kong e Nottingham. Em 2012, foi escritor em residência no International Writing Program, da Universidade de Iowa. É um dos autores gregos mais recentes a alcançar reconhecimento internacional, Poena Damni sendo a obra literária grega mais amplamente revista das últimas décadas e Z213: Exit, sem dúvida, o livro mais vendido de poesia grega contemporânea traduzida para o inglês. Lyacos foi autor convidado no Festival Internacional de Literatura de Tbilisi em 2017. Representou a Grécia no Festival Transpoesie de 2018, em Bruxelas.

## Poena Damni
Resumo/Contexto
A trilogia parece pertencer ao gênero de poesia trágica e drama épico, embora ao mesmo tempo distintamente pós-moderna. Ela explora a estrutura profunda da tragédia em vez de suas características formais, tendo assim sido descrita como uma obra pós-trágica. Homero, Ésquilo e Dante permeiam toda a obra assim como os aspectos mais sombrios da poesia romântica, juntamente com o simbolismo, o expressionismo, e um intenso interesse religioso e filosófico. Poena Damni, portanto, apesar de suas características pós-modernas, tem sido relacionada com a alta tradição modernista de James Joyce e Virginia Woolf. A primeira das três peças, Z213: Exit (Z213: ΕΞΟΔΟΣ), relata a fuga de um homem de uma cidade vigiada e sua jornada por territórios que parecem igualmente provindos de sonhos e pesadelos. No segundo livro, Com as Pessoas da Ponte (ΜΕ ΤΟΥΣ ΑΝΘΡΩΠΟΥΣ ΑΠΟ ΤΗ ΓΕΦΥΡΑ, With the People from the Bridge), o protagonista de Z213: Exit torna-se o Narrador principal aparecendo como um espectador em um jogo improvisado realizado sob os arcos de uma estação de trem abandonada. O terceiro livro, A Primeira Morte (Ο Πρώτος Θάνατος, The First Death), começa com um homem naufragado numa ilha rochosa e conta em detalhe sua luta pela sobrevivência, bem como a desintegração de seu corpo e o dissolução de seus bancos de memória.
Exame da obra
O obra é de difícil classificação, uma vez que atravessa os limites habituais do gênero. Z213: Exit recontextualiza elementos do grande cânone grego — incluindo o herói foragido e o andarilho devoto. Muitas vezes adquire formas narrativas, misturando poesia e prosa. A trilogia passa pela representação dramática de caráter e circunstâncias em Com as Pessoas da Ponte, e, posteriormente, a uma lírica poética mais pesada usada para descrever a desintegração e apoteose eventual do corpo em A Primeira Morte. São exploradas  as possibilidades de divergência entre o mundo percebido e o mundo exterior; o leitor segue o fluxo irregular de monólogos internos decorrentes de eventos do mundo externo, mas, em última análise, vistos como reflexos na superfície de pensamentos e sentimentos da mente do protagonista. Por outro lado, o ambiente estranho e as ocorrências oníricas que se desenrolam são apresentadas com solidez impressionante, salientando uma realidade alternativa ou revelando uma dimensão oculta do mundo. A partir desta perspectiva, a obra tem sido interpretada como uma espécie de “surfiction” no qual o mundo retratado na trilogia deixa um espaço aberto para o leitor contribuir com sua própria versão interior.
Z213: Exit
Z213: Exit usa o palimpsesto como instrumento de apresentação de um tecido fictício que combina elementos de fontes antigas e modernas, bem como o "diálogo" dos dois protagonistas. É composto por uma série de entradas fragmentadas em um diário fictício onde um protagonista sem nome grava suas experiências durante uma viagem de trem por terras desconhecidas. O homem foi libertado - ou escapou – depois de um período de confinamento eliticamente descrito em seu diário com reminiscências de um hospital, prisão, gueto ou algum tipo de enclave. Suas andanças subsequentes por paisagens desoladas à margem da realidade se situam em um ambiente rigorosamente detalhado, e de certo modo kafkiano, comprometendo a ideia de que as ocorrências mais oníricas também são as mais reais. Ao longo do caminho, o protagonista se aprofunda no que parece ser uma busca quase religiosa enquanto, paralelamente, a crescente sensação que sente de ser perseguido introduz um elemento de suspense e um aspecto de filme noir. Assim, o texto baseia-se na metafísica, mas também faz lembrar romances policiais dos anos 40 onde detetives particulares de L. A. acabam por fazer uma descoberta extraordinária. Z213: Exit encerra-se com a descrição de um sacrifício onde o protagonista e um "bando faminto fazendo um banquete" assam um cordeiro no espeto, cortando e esfolando seu corpo ainda balindo e removendo suas entranhas como se estivessem observando um rito sagrado.
Com as Pessoas da Ponte
Com as Pessoas da Ponte (ΜΕ ΤΟΥΣ ΑΝΘΡΩΠΟΥΣ ΑΠΟ ΤΗ ΓΕΦΥΡΑ, With the People from the Bridge) baseia-se na história de um personagem semelhante ao endemoninhado geraseno do Evangelho de São Marcos, vivendo em um cemitério, atormentado por demônios, e ferindo-se com pedras. Ele entra no túmulo de sua amante falecida e, abrindo o caixão no qual ela jaz sem ter sido afetada pela decomposição, a urgência de seu desejo reanima seu corpo cujo retorno à vida é descrito. A sepultura se torna um "lugar agradável e íntimo" para os amantes que ainda são capazes de se abraçar.
A obra relata, por meio de uma narrativa multiperspectiva, uma história baseada no tema do regresso dos mortos através de relatos em primeira pessoa de quatro personagens: um homem possuído por demônios que tenta ressuscitar o corpo da amada mas acaba por acompanhá-la na sepultura. A ação se desenrola em um contexto reminiscente de uma festa dos mortos ou uma epidemia de vampiros. Há referências claras à tradição cristã e à escatologia e o texto revela-se uma contemplação conjunta de salvação coletiva, que em última análise permanece sem solução após uma última reviravolta narrativa.
A Primeira Morte
Em A Primeira Morte (Ο ΠΡΩΤΟΣ ΘΑΝΑΤΟΣ, The First Death) é negado um lugar ao corpo mutilado que mói contra as rochas sofrendo contínua degradação, física e mental, uma vez que mesmo os mecanismos da memória estão deslocados. No entanto, o elo entre a pessoa e o corpo que garante a vida ainda persiste, e, "nesse ponto sem substância/ onde o mundo colide e desaparece”, os instintos mecânicos do cosmos ressoam em ação e lançam novamente esta substância irredutível para o espaço - suscitando, talvez, uma futura regeneração.

## Recepção crítica
Poena Damni é a obra literária grega contemporânea mais conhecida e mais amplamente revisada e traduzida. Até o outono de 2018 suas várias edições receberam 55 críticas internacionais. A trilogia tornou-se aclamada por superar criativamente a fronteira entre modernismo e pós-modernismo, apesar de ser solidamente fundada numa ampla variedade de textos canônicos da literatura ocidental. A maioria dos críticos identificou o uso de uma intrincada rede de referências textuais e paráfrases de obras clássicas e bíblicas, observando, ao mesmo tempo, o estilo e característica únicos da obra. A trilogia deu origem à uma quantidade considerável de críticas acadêmicas e faz parte de vários programas universitários de ficção pós-moderna.

## Ligações Externas
- Site oficial
- Uma entrevista com o autor em The Writing Disorder Magazine http://writingdisorder.com/dimitris-lyacos/
- Uma Nota sobre Traduzir a Trilogia de Dimitris Lyacos por Shorsha Sullivan, tradução de Eduardo Miranda: http://tuda-nov11.blogspot.com/2011/10/traducao-eduardo-miranda.html?q=dimitris+lyacos